# Strelitzia caudata
Strelitzia caudata är en enhjärtbladig växtart som beskrevs av Robert Allen Dyer. Strelitzia caudata ingår i släktet Strelitzia och familjen Strelitziaceae. Inga underarter finns listade.